# Anastasija Bannova
Anastasija Aleksandrovna Bannova (kazakiska: Анастасия Александровна Баннова), född 26 februari 1989, är en kazakisk bågskytt. Hon deltog vid olympiska sommarspelen 2008 och 2012.